# Henry Keizer
Judicus Marinus Henricus Jacobus (Henry) Keizer (Amsterdam, 4 november 1960 – Den Haag, 5 oktober 2019) was een Nederlandse ondernemer. Daarnaast was hij actief in de Volkspartij voor Vrijheid en Democratie (VVD), waaronder drie jaar als voorzitter. Hij kwam, na journalistiek onderzoek in 2017 door Follow the Money, in opspraak in verband met mogelijk dubieuze transacties.

## Biografie

### Amsterdamse jaren
Vader Pieter Jan Keizer richtte de Centrale Doktersdienst op, een dienst waarmee patiënten van zo'n 300 huisartsen buiten kantoortijden hulp konden inroepen. Toen Pieter Jan eind jaren 1970 ernstig ziek werd, presenteerde Henry Keizer zich als de directeur. In 1980 vervingen Pieter Jan en dochter Truus Keizer bij de Kamer van Koophandel de Centrale Doktersdienst door de meer uitgebreide Centrale Auto Dienst en Centrale Service Dienst Nederland B.V., waartoe Henry na het overlijden van zijn vader begin jaren 1980 ook toetrad. Het familiebedrijf werd in 1991 ontbonden, nadat de inboedel al in 1989 was verkocht.
Parallel hieraan richtte Henry Keizer in 1987 de Centrale Service Dienst Holland op, die zich zou toeleggen op luxe vervoer. In 1991 richtte Keizer een tweede taxidienst op, Centrale Auto Dienst, en legde hij contact met het Manhattan International Limousine Network, dat op zijn adres een Europese stichting inschreef (in 2000 ontbonden). Hij reisde veelvuldig naar New York. Nadat het financieel slechter ging, verkocht Keizer het bedrijf in 1993 voor een gulden.
Vanaf 1992 was Keizer daarnaast betrokken bij de Spoedkliniek voor Dieren aan de Weesperzijde, waar hij zijn ervaring vanuit zijn werk met de dierenambulance inbracht. In 1996 richtte Keizer samen met Jaap de Bruijn de Stichting voor Zieke Zwerfdieren Ondersteuning en Fondsenwerving op.

### New York en de Facultatieve Groep
Van 1993 tot 1997 woonde hij in New York, waar hij eigenaar was van International Limousine Network Europe Inc. Op hetzelfde adres had zijn latere echtgenote het bedrijf Euro-Confer Inc. ingeschreven, een bedrijf dat later in opspraak zou komen vanwege onterechte declaraties aan de Facultatieve.
Al tijdens zijn tijd bij de Centrale Auto Dienst en Centrale Service Dienst werkte Keizer voor uitvaartonderneming PC Hooft. Een kennis uit die tijd werkte inmiddels bij de Facultatieve Groep, en trok Keizer aan om een luxe uitvaartonderneming (vanaf 25.000 gulden) als dochterbedrijf op te richten: Van Stolkenburgh. In 1996 werd Keizer freelance adviseur voor Van Stolkenburgh terwijl Kees van Dam voorzitter was van de Facultatieve. Het project kwam niet van de grond en werd na twee jaar opgedoekt.
Keizer werd in 1997 bestuurder van de Facultatieve Groep, en was sinds 1998 de voorzitter van de Raad van Bestuur.

### VVD
Keizer werd in 1983 actief voor de VVD. Na een lidmaatschap van de landelijke Partijraad werd hij in 2010 gekozen tot voorzitter van de Afdeling & Kamercentrale van de VVD Den Haag en kort daarna tevens tot voorzitter van het provinciebestuur van de VVD Zuid-Holland.
De VVD maakte op 4 april 2014 bekend dat het hoofdbestuur Keizer voordroeg als voorzitter om Benk Korthals op te volgen. Op het congres van 14 juni 2014 werd Keizer gekozen tot partijvoorzitter.
Bij zijn verkiezing verklaarde Keizer dat het toekomstbestendig maken van de VVD een belangrijk aandachtspunt zou zijn. Ook gaf hij aan van integriteit een speerpunt te maken. Er kwam een rapport over de toekomst van de partij. Naar aanleiding hiervan presenteerde Keizer in de zomer van 2015, namens het hoofdbestuur, geheel nieuwe statuten en reglementen. Daarbij zijn de zeventien kamercentrales van de partij omgevormd tot zeven regio's, waaronder een regio internationaal voor leden buiten Nederland. Lokale afdelingen werken samen als regionale netwerken en er zijn thematische netwerken opgericht. Tijdens een roadshow door het land ging Keizer in discussie met de leden over zijn plannen. De VVD moest volgens hem een 'volkspartij zijn die onderdak biedt aan alle liberaal voelenden en denkenden, ook wanneer ze geen lid van een politieke partij willen worden'. Tijdens het najaarscongres in Rotterdam op 28 november 2015 werden de nieuwe statuten met 81,71% van de stemmen aangenomen.
Op 2 mei 2017 legde Keizer zijn taken als VVD-voorzitter voorlopig neer en op 18 mei 2017 definitief. Als waarnemend voorzitter trad Eric Wetzels op. Tijdens het VVD-najaarcongres in datzelfde jaar werd Christianne van der Wal gekozen tot partijvoorzitter.

### Overlijden
Na korte tijd ziek te zijn geweest, overleed Keizer onverwacht op 5 oktober 2019, op 58-jarige leeftijd.